# Unonopsis riedeliana
Unonopsis riedeliana är en kirimojaväxtart som beskrevs av Robert Elias Fries. Unonopsis riedeliana ingår i släktet Unonopsis och familjen kirimojaväxter. Inga underarter finns listade i Catalogue of Life.